# استانیسلاو استراتیو
استانیسلاو استراتیو (به بلغاری: Станислав Стратиев) نمایشنامه نویس، فیلم‌نامه‌نویس و بازیگر بلغاری است.

## زندگی
او در دوران تحصیل در مقطع کارشناسی ارشد رشته ادبیات دانشگاه صوفیه، کار خود را به عنوان روزنامه‌نگار آغاز کرد. در سال ۱۹۷۴ با موفقیت نمایشنامه، «حمام روم» که در سالن‌های پر از جمعیت بیش از ده فصل پی در پی در تئاتر صوفیه پایتخت بلغارستان اجرا شد، نام وی به عنوان یک نمایشنامه نویس طنز بر سر زبان افتاد و این موفقیت در نمایشنامه‌های «جلیقه جادویی»، «اتوبوس» و بسیار آثار دیگر وی ادامه یافت. نمایشنامه‌های استراتیو در بلژیک، چین، جمهوری چک، استونی، فنلاند، فرانسه، آلمان، یونان، مجارستان، هند، ایرلند، ایتالیا، مراکش، لهستان، رومانی، روسیه، سوئد، سوریه، جمهوری اسلواکی، ترکیه به اجرا درآمد و شهرتی بین‌المللی برای وی به ارمغان آورد. در سال ۱۹۹۰ نمایشنامهٔ او با عنوان «این زندگی کوتاه است» جایزه اول جشنواره بین‌المللی تئاتر موبوژ فرانسه را به دست آورد و در ادامه نمایشنامه «از سوی دیگر» او موفق به کسب دومین جایزه مسابقه نویسندگی رادیو بی‌بی‌سی جهانی در سال ۱۹۹۳ شد که این نمایش توسط بی‌بی‌سی تولید و پخش شد. در حالی که استراتیو بیشتر به عنوان نمایشنامه نویس محبوب بود، آثار ادبی وی نیز با ترکیب طنز اجتماعی و شعر به بیش از ۳۰ زبان در سراسر جهان ترجمه شد. همچنین اقتباس فیلم‌هایی از نمایشنامه‌های او به تحسین بین‌المللی او منجر شد. «تعادل» در سیزدهمین فستیوال بین‌المللی فیلم مسکو در سال ۱۹۸۳ توانست مدال نقره را به دست آورد؛ «خورشید دوران کودکی» در همان سال در میلان جایزه «کودک در زمان ما» را به دست آورد. استراتیو از سال ۱۹۷۵ تا زمان مرگش در سال ۲۰۰۰ به عنوان مدیر ادبی تئاتر شورای شهر صوفیه مشغول به فعالیت بود.